# Tanghin (Méguet)
Pour les articles homonymes, voir Tanghin.
Tanghin est une commune rurale située dans le département de Méguet de la province du Ganzourgou dans la région du Plateau-Central au Burkina Faso.

## Géographie
Tanghin est situé à environ 9 km au sud-ouest de Méguet, le chef-lieu du département, sur la route menant à Zorgho situé à 12 km, et à 3 km de Koulwéogo.

## Santé et éducation
Le centre de soins le plus proche de Tanghin est le centre de santé et de promotion sociale (CSPS) de Koulwéogo tandis que le centre médical avec antenne chirurgicale (CMA) se trouve à Zorgho.